# Serik Adiganov
Serik Adiganov – kazachski judoka.
Uczestnik mistrzostw świata w 1993. Brązowy medalista igrzysk azjatyckich w 1994, a także mistrzostw Azji w 1993 roku.